# Собственный сад (Гатчина)
Собственный садик — памятник архитектуры. Расположен в Гатчине, у северного фасада Гатчинского дворца.
Примыкает к Арсенальному каре и Часовой башне, создан для прогулок императорской семьи. Угол сада сделан в виде балкона на высокой подпорной стене, с балюстрадой из пудостского известняка и видом на Карпиный пруд и парк в целом. Сюда выходили окна личных комнат императора Павла I.
В 1794 году для спуска в сад между Часовой башней и выступом бокового крыла дворца была сделана терраса с двумя гранитными лестницами. Перед террасой были поставлены два крылатых сфинкса из пудостского известняка. Обустройство регулярного Собственного садика закончилось к 1797 году, к этому времени тут были геометрически подстриженные деревья, боскеты, трельяжи и скульптура. Скорее всего, проектировал сад Винченцо Бренна.
Со второй половины XIX века в Собственном садике хоронили питомцев царской семьи — кошек, собак, попугаев.
Радиальные аллеи сада сходятся на круглой площадке, на которой установлена Флора работы Фабио Медико. Вокруг стоят гермы-участники вакханалий из каррарского мрамора и два бюста римских императоров. На балконе садика с 1830-х годов была установлена мраморная копия античной головы Геры (копия XVIII века с римской реплики II века греческой статуи V века до н. э.).
Сад пострадал во время Великой Отечественной войны, но был восстановлен. Скульптуры пережили войну в земле на передней площадке сада, были установлены на место в 1944 году.
Гера была убрана в фонды музея в 1993 году из-за многочисленных повреждений и возвращена на место после реставрации в сентябре 2020 года.

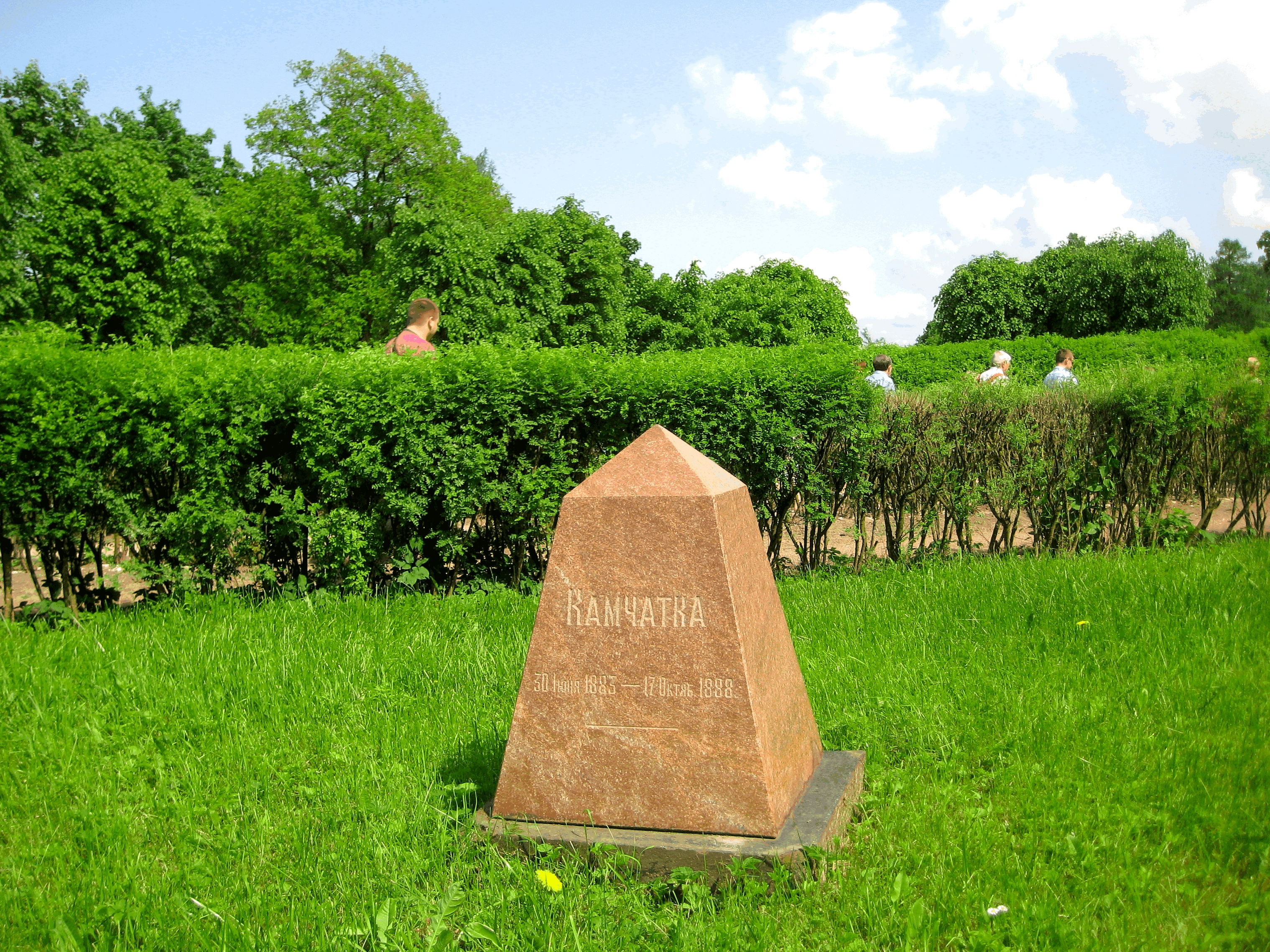
Памятник собаке Камчатке
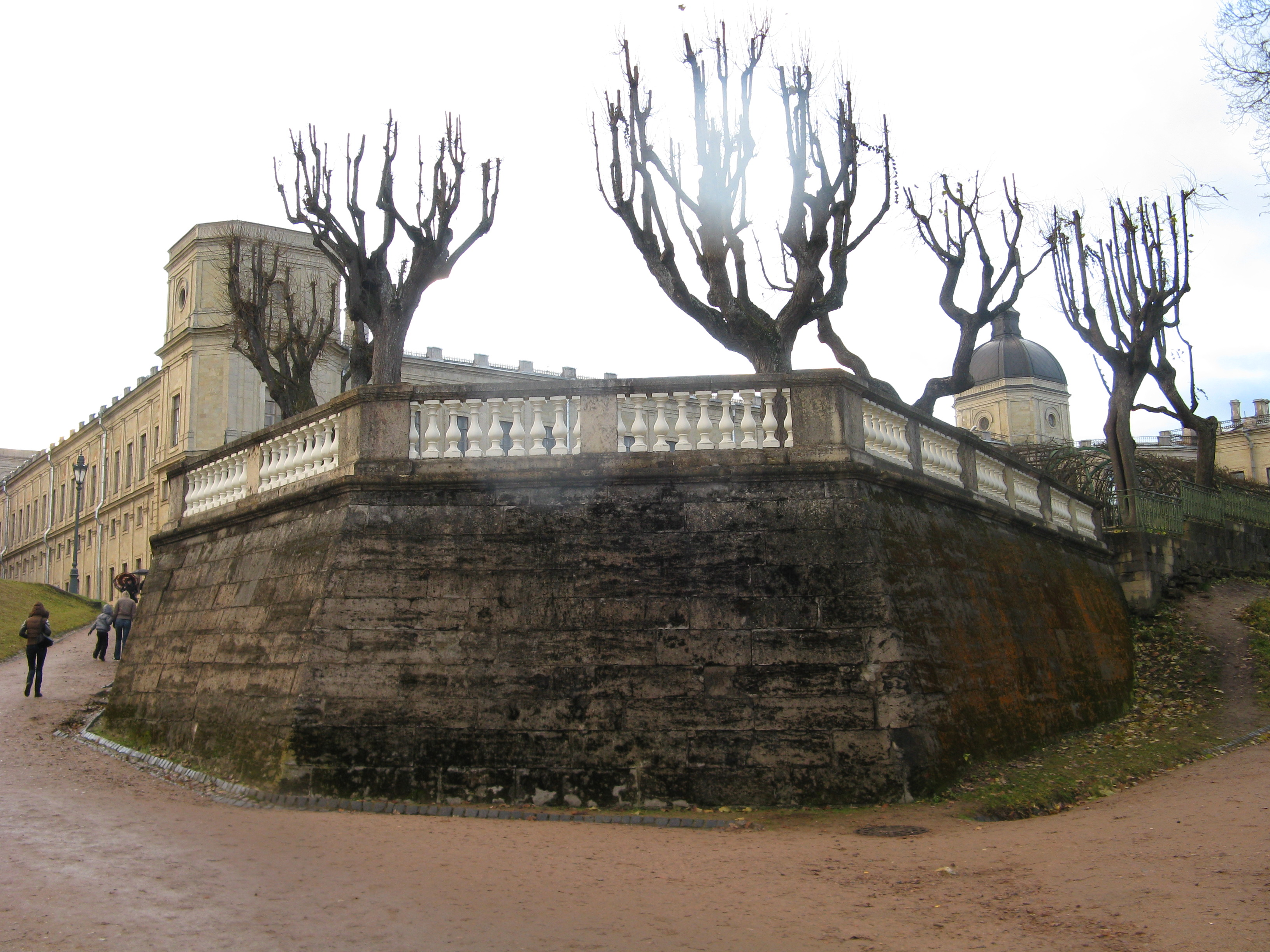
Балкон с видом на парк
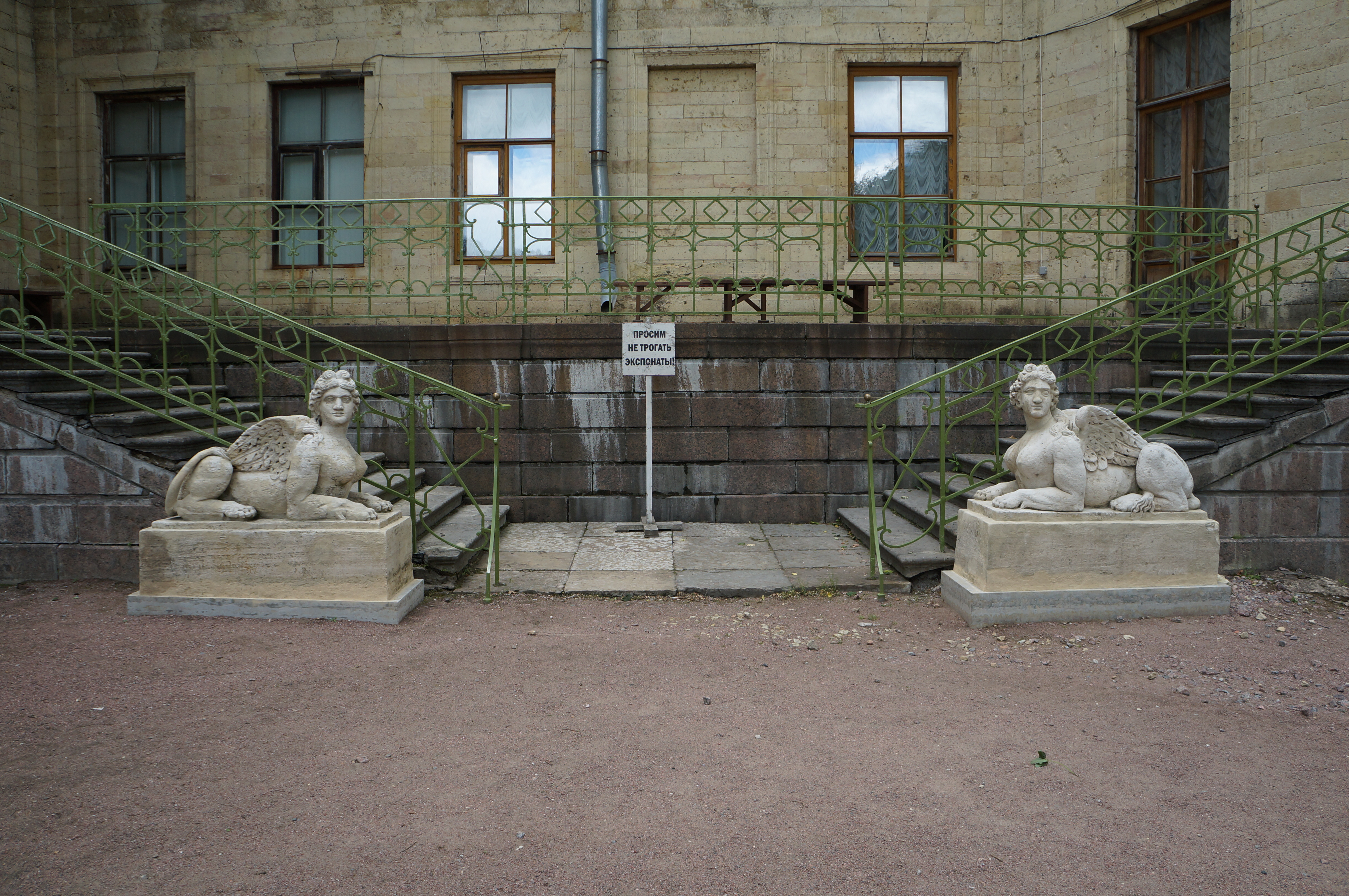
Сфинксы
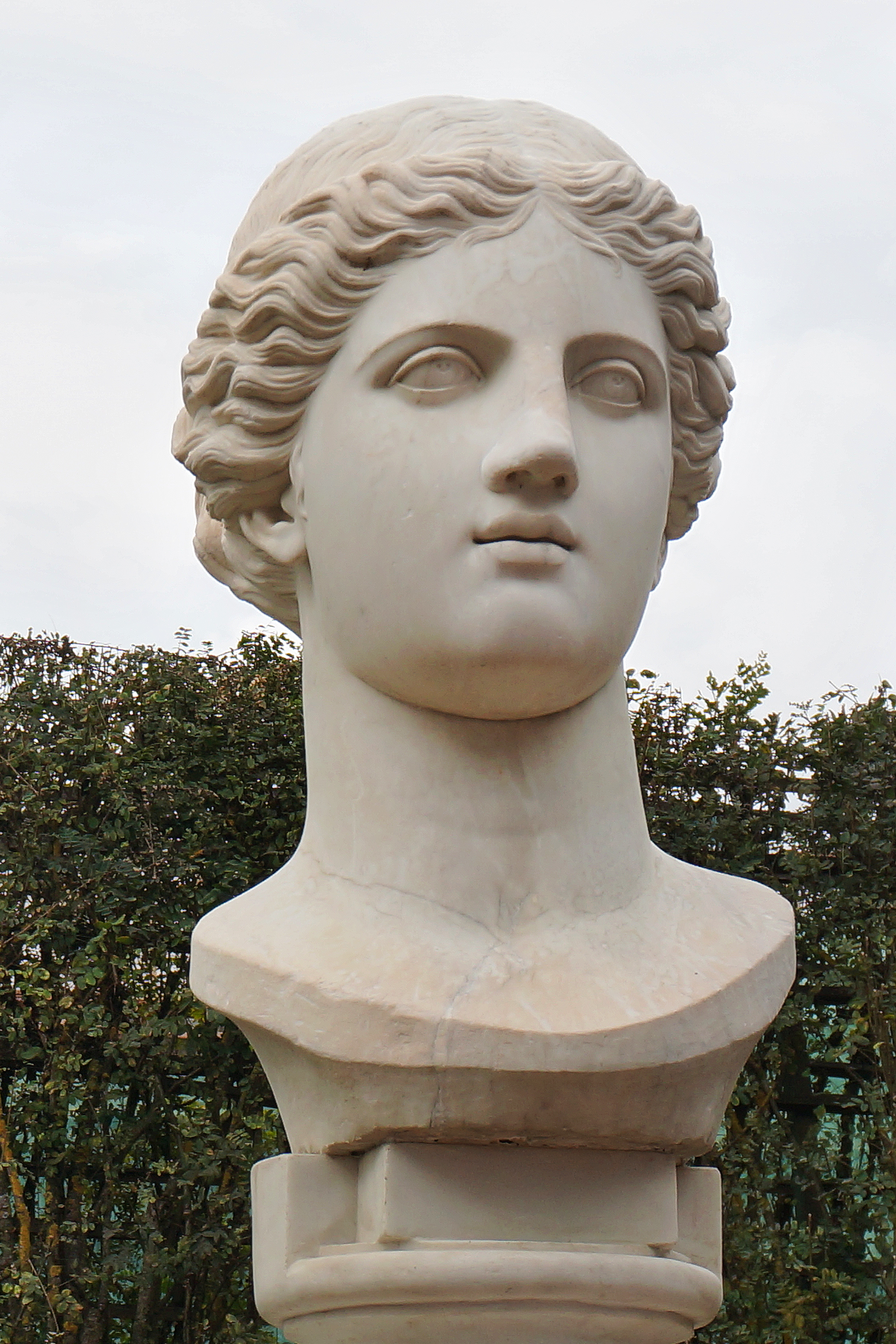
Гера
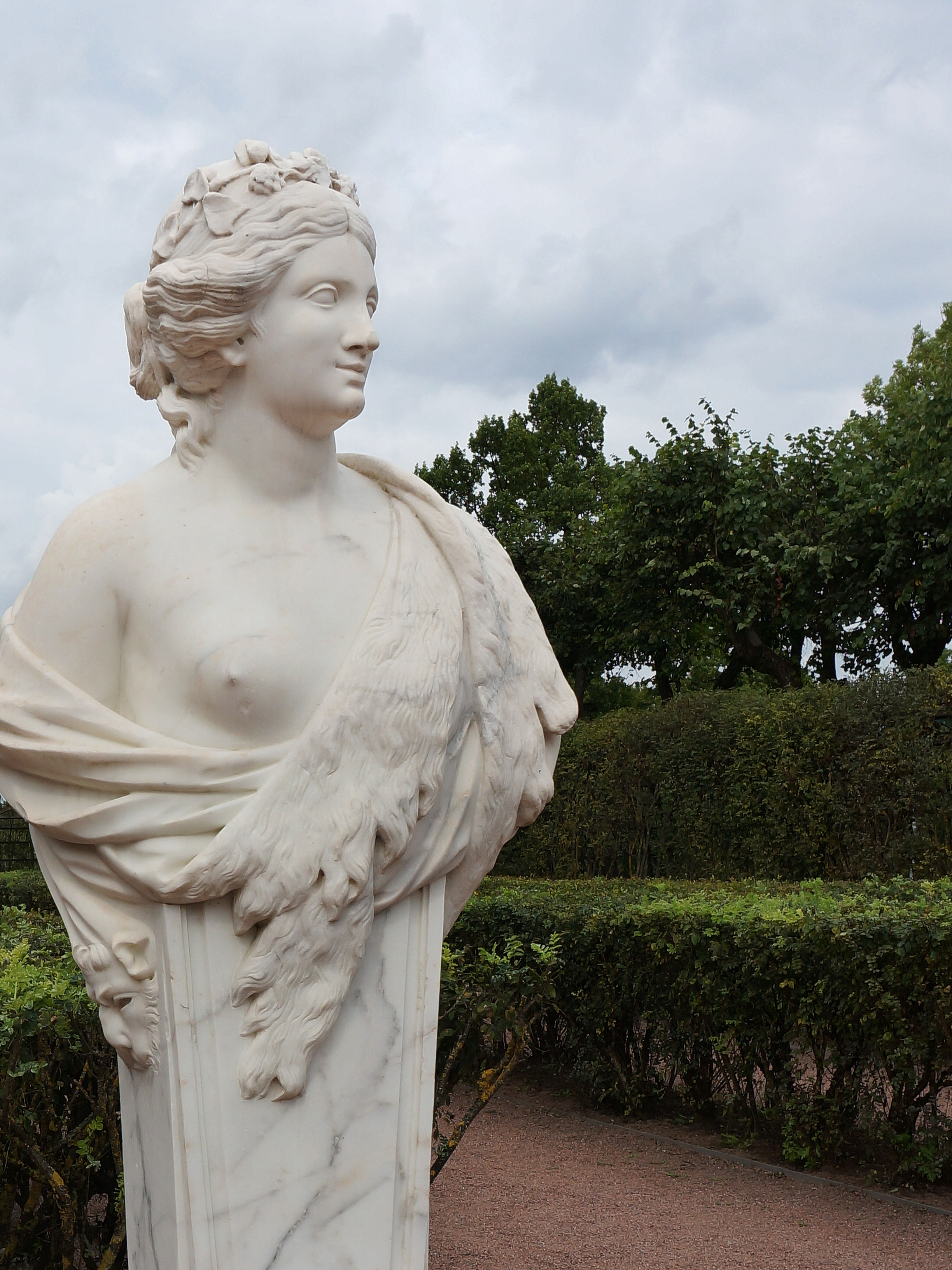
Вакханка
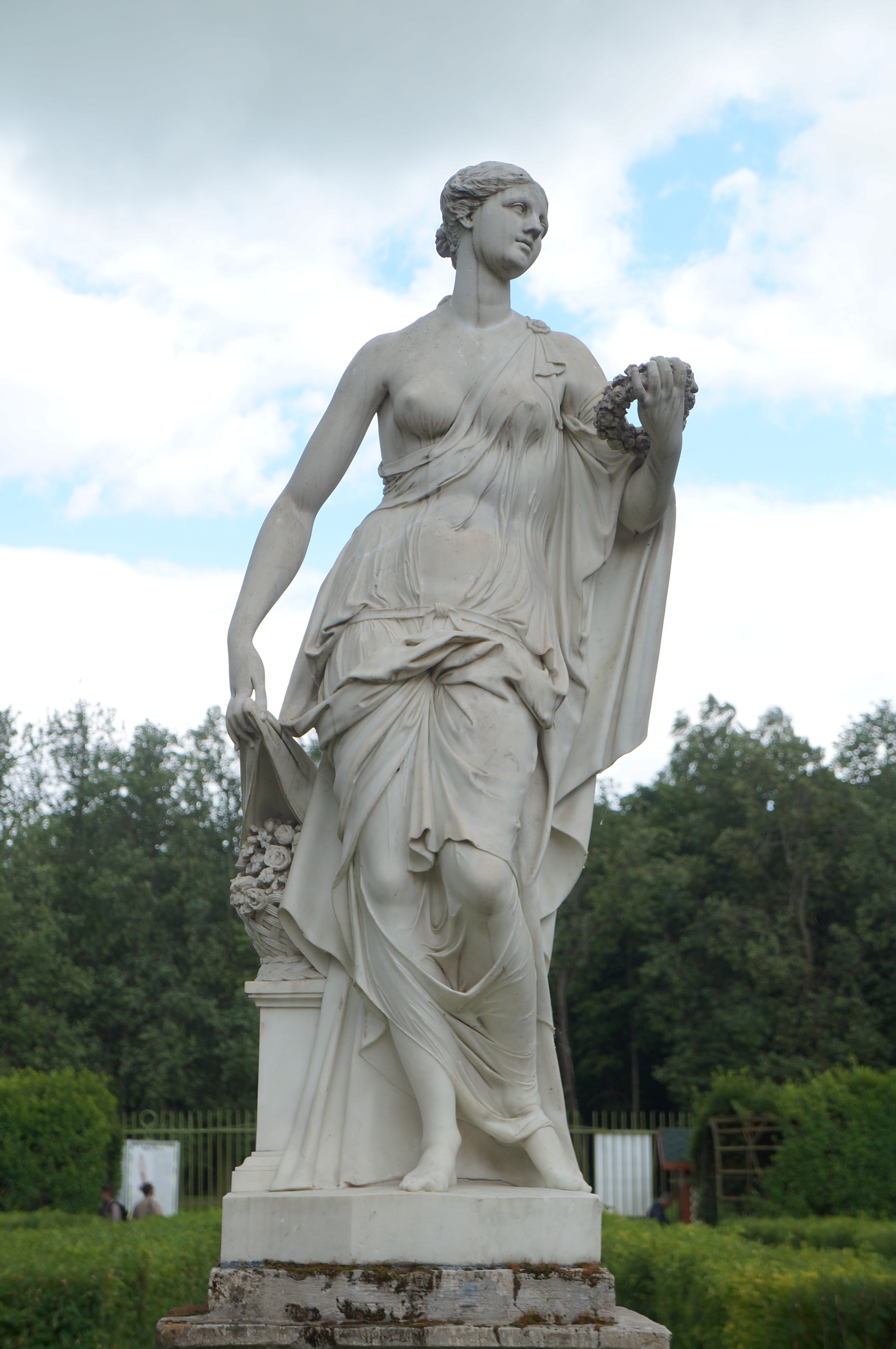
Флора